# Цинцар Јанко Поповић
„Цинцар” Јанко Поповић (Охрид, 1779 — манастир Раваница, 24. август/7. септембар 1833) био је пожаревачки војвода. У време Првог српског устанка посебно се истакао у борбама на Дрини, Мишару и Тичару, као и приликом ослобађања Београда. Његова дела опевана су у више песама Филипа Вишњића, као и у спеву Сербијанка Симе Милутиновића Сарајлије.

## Порекло, детињство и младост
Иако су га звали „Цинцар”, Јанково порекло је српско. Почетком деветнаестог века, кад је Јанко дошао у Србију, надимци су често били саставни део имена. Пошто је пореклом био из крајева у којима су заједно са Србима живели и Цинцари, а због утицаја Васељенске патријаршије и близине Москопоља, у хришћанском, поготово градском становништву превладавала грко-цинцарска култура, прозван је „Цинцар“ Јанко.
Јанко је рођен 1779. године у Охриду у свештеничкој породици, која је славила Светог великомученика Димитрија - Митровдан. И данас у охридско-струшком крају има неколико стотина староседелаца који славе крсну славу и изјашњавају се као Срби.
Јанков отац био је охридски протојереј родом из Доње Белице на источном подножју планине Јабланице. код Струге, где је рођен и Јанков брат од стрица Цинцар-Марко Костић (1777—1822), војвода сокоски и родоначелник породице Цинцар–Марковић.
Због инцидента у ком је убио једног Турчина, Јанко је из Охрида отишао у Цариград, а његова породица је за казну расељена из Доње Белице. У Србију је дошао из Цариграда око 1800. године и живео у Ваљеву и на Убу, бавећи се трговином.
Према записаном породичном предању његов отац је на Ђурђевдан добио дуго чекану вест да је Јанко жив због чега је од тада почео да слави Светог великомученика Георгија. Цинцар Јанко и његови потомци, Цинцар-Јанковићи славили су Ђурђевдан, док су Цинцар-Марко и Цинцар-Марковићи продужили да славе Митровдан.
Често се олако и Цинцар-Јанко и Цинцар-Марко, због надимака, сматрају Цинцарима, иако је породично предање изричито да су српског порекла, а и у првим биографијама из 19. века о њима се не говори као о Цинцарима. Сврставање Цинцар Јанка и Цинцар Марка у Цинцаре последица је политичких околности које са њима нису имале никакве везе.

## Сеча кнезова, почетак устанка и борбе у западним деловима Србије
У време сече кнезова, када су 23. јануара/4. фебруара 1804. у Ваљеву затворени и потом погубљени оборкнез Алекса Ненадовић и оборкнез Илија Бирчанин, дахија Мехмед-ага Фочић посумњао је и на Јанка, кога је такође притворио и неко време задржао у затвору. На молбу ваљевских кметова и трговаца, Фочић је ипак пустио Јанка из затвора.
Од самог почетка устанка у ваљевском крају 1804. године до 1811, када је именован за пожаревачког војводу, Цинцар-Јанко се борио углавном на Дринском ратишту у Западној Србији и Источној Босни. Између осталог, учествовао је, под Карађорђевом командом, у освајању Карановца (Краљева) 29. јуна/12. јула 1805, битки код Лешнице фебруара 1806, где су дочекане веће снаге босанске турске војске која је прешла Дрину и, заједно са Јаковом Ненадовићем, у битки код села Чучуге код Уба 3/15. априла 1806. када је одбијена турска сребреничка војска. Као заповедник „бећара“, добровољаца, Јанко учествује у опсади и нападу на Шабац 14./26. јуна 1806, као и у примопредаји талаца, односно повратку са преговора проте Матеје Ненадовића 6/18. јула 1806 Карађорђе је Јанка поставио за бимбашу бећара, који су, за разлику од већине српске војске везане за своје породице и домове, били младићи „момци“, примали су плату и као стајаћа војска стално били под оружјем.

## Мишарска битка и ослобођење Београда
Цинцар-Јанко се посебно истакао у Мишарској битки 1. августа /14. августа 1806. и у гоњењу непријатеља после битке. Српска потера на челу са Цинцар-Јанком и Лазаром Мутапом 12/25. августа 1806. извела је најсмелији подвиг, прешла је у Срем у тадашњу Аустрију, где је у селу Босут извршила препад на групу истакнутих турских војних старешина, који су, уз дозволу аустријских власти, покушали да се из опседнутог Шапца, преко аустријске територије врате у Босну.
То је био већ четврти неуспешни покушај повратка турске војске из Шапца у Босну. У нападу српске потере погинули су капетан наследне капетаније и утврђења Острожац на реци Уни у Цазинској крајини, Беширевић „Остроч-капетан“ и јаничарски ага Мустафа Барјактар - „Хаџи-Мосто“. Јанковој потери посвећена је друга половина песме Бој на Мишару Филипа Вишњића, која веома верно описује цео догађај. Аустријске војне власти захтевале су од Карађорђа да казни учеснике препада у Босуту због повреде аустријске државне границе.
За време примирја Јанко је због лечења ране на глави у октобру и новембру 1806. боравио у Земуну у Аустрији.
По повратку у Србију учествовао је на Светог Андреју Првозваног 29/30. новембра (11/ 12. децембра) 1806. у ослобађању Београда.
Након предаје Шапца Карађорђу 25. јануара/6. фебруара 1807, као бимбаша бећара Јанко остаје у саставу гарнизона града Шапца.
Године 1807, учествује у борбама на Дрини и у бици на брду Забучје изнад Ужица, након чега је уследила коначна предаја ужичке тврђаве (града) 29. јуна/11. јулa 1807. или по другим изворима нешто касније.
Цинцар-Јанко је 20. марта/ 1. априла 1808 купио у Београду кућу и плац у III кварту (бр. 226).

## Борбе у источној Босни, Чегру и Тичару
У пролећној офанзиви, почетком маја 1809, Јанко учествује у борбама у Источној Босни код Бијељине. Према једном извору Цинцар-Јанко се исте године затекао и на јужном фронту, према Нишу. Након пораза српске војске и погибије на Каменици на Чегру ресавског војводе Стевана Синђелића 19/31. маја 1809. после чега је уследило турско гоњење српске војске, изнео је на леђима тешко рањеног ражањског војводу Ђорђа Крагића.
Цинцар-Јанко је 6/18. октобра 1810. рањен у битки на Тичару код Лознице, где су се српске трупе и руске козачке коњичке јединице под командом пуковника Петра Николајевича Никича заједно бориле против босанске турске војске.
Цинцар-Јанко је био познат по учешћу у двобојима (чаркама, мегданима) вођеним уочи битки или за време предаха. Постоје сведочанства очевидаца о његовим двобојима уочи Мишарске битке 1806. и битке на Тичару 1810. Његов мегдан на Тичару опевао је Сима Милутиновић Сарајлија у спеву Србијанка, а на основу сведочења очевица бимбаше Узун Мирка Апостоловића, записао Милан Ђ. Милићевић и објавио у Кнежевини Србији .
Као Карађорђе и више других српских војвода и аустријских војних заповедника у пограничном подручју и Јанко се бавио трговином, непосредно или преко других лица, деловођа и шабачких и земунских трговаца.

## Пожаревачки војвода
Нису сачувани подаци када је Карађорђе Јанка први пут именовао за војводу, али на основу сачуваних писама и потписа може се закључити да је постао војвода после 1808, вероватно 1809. Након скупштине у јануару 1811, када су, након сукоба са Карађорђем из Србије прогнане моћне војводе источне Србије Миленко Стојковић и Петар Добрњац, Карађорђе, у пожаревачку нахију, где је имао најјачу опозицију, која је организовала и једну народну побуну против њега, на место војводе пожаревачке (моравске) кнежине, следећи правило да се на положаје постављају старешине из саме средине и породица које већ учествују управи, прво поставља Иву Момировића, сина кнеза пожаревачке (моравске) кнежине Момира Протића из Лучице. Међутим, исте године Карађорђе смењује Момировића, а за војводу пожаревачке, односно моравске кнежине именује Цинцар-Јанка. Након постављања већег броја мањих војвода на кнежинама, односно првобитног уситњавања великих обласних војводстава, међу којима је пожаревачко било највеће, уследило је почетком наредне, 1812, године одређивање војвода које су имале управу над нахијама или ширим територијама. Такве војводе, укључујући и Јанка, Лазар Арсенијевић Баталака назива „првокласним војводама“. Јанку, који је припадао Карађорђевој политичкој опцији на чијем челу је био Младен Миловановић, и у кога је имао посебно поверење, Карађорђе 20. јануара /1. фебруара 1812. проширује управна овлашћења на целу пожаревачку нахију Пошто је у Београду добио именовање за војводу пожаревачке (моравске) кнежине, Наставленије Благородоном господару Јанку Поповићу, војводи моравском, Београд 11/23. јануара 1812, потврду именовања Господару војводи Јанку Поповићу Моравском са „назначенијем“ 45 села, укључујући и Пожаревац, под његовом управом и упутствима за рад од 15/27. јануара 1812, као и Карађорђево писмо упућено Благородним војводама, кнезовима и кметовима пожаревачке нахије у којем их обавештава да поставља за војводу Јанка Поповића и налаже им да му буду послушни, од 20. јануара/1. фебруара 1812, Цинцар-Јанко је дошао у Пожаревац Јанко је био пожаревачки војвода од 20. јануара/1. фебруара 1812. до 21. септембра/3. октобра 1813. и његове редовне активности могу се пратити по нумерама Карађорђевог Деловодног протокола

## Крај устанка и живот у Русији
У време турске офанзиве 1813. Цинцар-Јанко се са војском пожаревачке нахије бори на Делиграду. Након одступања повлачи се прво у Пожаревац, из Пожаревца у Београд, који је 21. септембра /3. октобра 1813, неколико сати после Карађорђа, напустио и прешао у Земун. После времена проведеног у земунском карантину (контумац), Петроварадину и Темишвару због тужбе и истраге о учешћу у повреди аустријске границе 1806. приликом преласка у Босут, Цинцар-Јанко је са породицом интерниран у Арад у данашњој Румунији.
Када је Карађорђе, на захтев руског цара Александра, добио одобрење од аустријских власти да избегле српске породице могу да отпутују у Русију, Цинцар-Јанко је са породицом, са закашњењем због судске истраге, отишао у другој српској групи у Русију. У Русији, односно новоприпојеним крајевима Русије, Бесарабији, све време, до 1830. живео је у Хотину у данашњој Украјини. У Русији српске избеглице добиле су издржавање од руске државе. Они које, као највише представнике власти цар Александар I Романов није још 1811. одликовао орденом Св. Ане ., добили су од Карађорђа, неопходне за регулисање статуса у Русији, потврде дворјанства у форми потврђивања старијег дворјанства Синови Карађорђа и других српских старешина, по одобрењу руског цара, школовани су за официре у кадетским корпусима, углавном у Петрограду. Два старија Цинцар-Јанкова сина завршила су кадетски корпус и постали руски, а потом српски официри.
Након формалног признања аутономије Србије, која је гарантована султановим Хатишерифом из 1830, створили су се услови за повратак српских породица из Бесарабије у Србију. Кнез Милош био је у обавези да свим повратницима, према звању, омогући адекватне услове за живот и смештај, што је у већини случајева и било урађено. Цела Јанкова породица 1831. допутовала је из Русије у Србију и настанила се у Шапцу где је Јанко купио кућу и живео наредне две године. Због лечења отишао је 1833. у Алексиначку бању, како се тада звала Сокобања. На повратку из бање, на путу, задржао се у манастиру Раваница код Ћуприје. Цинцар-Јанко је умро у 54 години живота, 24. августа/7. септембра 1833. у манастиру Раваница, где је и сахрањен, поред цркве, на десној страни од олтара.
Војвода Цинцар Јанко прочуо се највише због своје храбрости, односно војничких способности, о чему сведоче савременици у Србији, као и извештаји аустријске обавештајне службе:„Бимбаша Јанко Цинцар, храбар, нешто претерано частољубив предводник“. Рођен у свештеничкој породици, целог живота био је везан за цркву, као и скоро све војводе из тог времена, које су се строго придржавале свих црквених правила, постова и прослављања празника. Јанко је помагао и даривао цркве у Србији и изван Србије, у Срему, а уз себе стално је носио сребрну кутију са светињама енамлук израђен у Цариграду.

## Цинцар-Јанко у песмама, књижевности и ликовној уметности
Филип Вишњић је Цинцар-Јанкова дела и особине опевао у песмама Узимање Карановца, Бој на Мишару, Лазар Мутап и Арапин, Милош Стоићевић и Мехо Оругџић, Бој на Лозници. Вишњић га описује следећим речима:
А друго је српска поглавица,
Цинцар Јанко од Орида града,
Који кавге по свијету тражи,

Ђе је кавга, да се онђе нађе.
Друга половина песме Бој на Мишару описује покушај бекства из опкољеног Шапца групе турских званичника „Остроч-капетана“, „од Градачца Деда“ и „Хаџи-Моста":
Нешто Турак на Саву удари,
„На добријем коњма препловише,
„Утекоше у земљу Њемачку,
„Ками мајци да утећи могу!
„Зачуо их витез Цинцар Јанко,
„И зачуо Лазаре Мутапе,
„Припасаше свијетло оружје,
„Пријеђоше у земљу Њемачку,

„Пак по трагу поћераше Турке
;
О изузетно великом утиску који је оставио на савременике Цинцар-Јанков прелазак преко Саве, где је спречио повратак из опкољеног Шапца преко аустријске територије групе Турака, говори завршетак песме Бој на Мишару Филипа Вишњића у коме се удовица капетана Кулен-вакуфа Мехмеда Куленовића „Кулин-капетана“, обраћа редом српским старешинама, а на самом крају Цинцар-Јанку:
мало јада по Турчији радиш,
ја шта тражиш по земљи Њемачкој?
јер погуби Остроч-капетана,
лудо д'јете, јединца у мајке?"
То говори Кулинова када,
то говори, а с душом се бори;
доље паде, горе не устаде,

већ и она црче од жалости.
Јанко је опеван и у песмама непознатих аутора из Црне Горе Карађорђе узима Београд и Узимање Биограда,:
Па војводе сва три побратима:
Цинцар Јанко, Поцерац Милошу,
И газија Богићевић Анто;
Крваве им сабље до балчака,
И деснице руке до рамена,
Пуне чизме крви натопили,

А коњима гриве и зенђије
Тома Милиновић, родом Бокељ из Мориња, Карађорђев заповедник артиљерије у свом спеву каже за Цинцар-Јанка:
Карађорђе за твоје јунаштво, 
                          господство ти даде и војводство. 
Сима Милутиновић Сарајлија у спеву Србијанка детаљно описује двобој, као и разговор Цинцар-Јанка и Турчина уочи мегдана на Тичару:
„Цинцар-Јанко како га је зглед`о,
Зачикну га на мејдан витешки:
„Бре на мејдан! Ако имаш петљу!
Што ли ту се утвараш ми нечим`,“
Њему Туро збори разговетно:
„Хоћу море! Ал` ћеш ти слагати,
Преварићеш, нећеш дочекат` ме!“
Лаж ти на част! Већ`те зовем збиља,

Да познадеш ко је Цинцар-Јанко!“.
Исти догађај записао је Милан Ђ. Милићевић по казивању очевица и учесника битке на Тичару бимбаше Узун-Мирка Апостоловића (1782—1868):
У сред бојног поља Тичара, изиђе једна крупна туркешања црни и здраво велики бркова, страшило од човека! Прекрстивши ноге у седлу, па пушећи из чибука, звао је ко ће му на мејдан изићи. Угледавши га Цинцар-Јанко излети на коњу пред њега и позове га да мејдан деле. Турчин му се одзове и каже: „Лажеш влаше, ти ме дочекати не смеш, ти ћеш побећи“. Јанко му одговори „Ајд` на мејдан ако жена ниси, нећу ти се с пута уклонити“. Турчин истресе лулу, па остави чибук у чибуклук и рече: „Вала, кад побећи нећеш ето ме!“ Јурне на Јанка да га посече. Јанко опали из пушака, трефи га, ал му ништа недосади, јербо је Турчин имао панцир на себи...
Четири године након Цинцар-Јанкове смрти, Алекса Ристић, шабачки учитељ објавио је логогриф у листу Уранија за 1837, Цинцар-Јанку, војводи на гласу.
Цинцар-Јанка помиње Јован Стерија Поповић у Родољупцима:
Дух Хајдук-Вељка, Милоша Поцерца и Цинцар-Јанка нек обузме прси достојни' потомака, пак ће се слава српска опет обновити .
У време прославе стогодишњице Мишарске битке у спеву Мишар објављеном у листу Нови покрет од 26. августа 1906, који је уређивао Радоје Домановић, Милорад Петровић говори, између осталог, о Цинцар-Јанку:
Ту је Мутап с Цинцар Јанком, они нове чете воде,
Траже стазе и богазе и на мутној Дрини броде.
Са њима је Милош млади и Смиљанић прото стари,
Нове куће, српске куће, све поносни неимари
И посљедње турске чете стижу, кољу, рано љута.

И турају Дрином хладном, а хладна их Дрина гута.
Портрет Цинцар-Јанка Поповића, који је урадио Урош Кнежевић налази се у Народном музеју у Београду. На слици може се видети балчак његове сабље модела „клч“ и два посребрена пиштоља (кубуре), који се данас чувају у Историјском музеју Србије, као и „војводско одело“ добијено, према предању, од Карађорђа, а изгубљено у другој половини XIX века. Постоји још један Јанков портрет у породичном власништву, највероватније копија портрета који је урадио Урош Кнежевић. На слици Бој на Мишару Афанасија Ф. Шелоумова, која се налази у Историјском музеју Србије, приказан је Цинцар-Јанко са сабљом на коњу у борби.
Јанкова сабља скована у Боки которској и два пиштоља, корбач, војводске дипломе, сребрна кутија за светиње „енамлук“ израђен у Цариграду, часовник са ланцем урађен у Салцбургу, пасош за повратак из Русије у Србију и писма били су у власништву потомака најстаријег Цинцар-Јанковог сина Ђорђа Цинцар-Јанковића до 1966. године, од када се налазе у Историјском музеју Србије. Печатни прстенови су у породичном власништву.
У Београду постоји Цинцар Јанкова улица, између улица Цара Уроша и Тадеуша Кошћушка, вероватно у близини места где се налазила његова кућа. И у Крагујевцу, Пожаревцу и Крушевцу постоје улице именоване по пожаревачком војводи Цинцар-Јанку.

## Породица и потомство
Пошто је рођен у свештеничкој породици Јанко се презивао Поповић, а његова деца касније су усвојила презиме Цинцар-Јанковић. Зна се да је Јанко имао рођену браћу од којих је један из Доње Белице отишао у Пећ, а други у Свилајнац . Брат од стрица био му је Цинцар-Марко, војвода сокоски, који је по одласку из Доње Белице дошао у Ваљево, где је живео и Јанко пре устанка. Цинцар-Јанко је родоначелник Цинцар-Јанковића, а Цинцар-Марко Цинцар–Марковића. Често долази до мешања презимена Цинцар-Јанковић и Цинцар-Марковић у новинским чланцима, историјским списима, а понекад и у судским документима.
Јанко се највероватније 1808, у време дужег примирја, оженио Зорандом-Кумријом Тркић из Сремске Митровице, кћерком познатог шабачког велетрговца Томе Тркића и Јованке (Јоване) Тркић. Тома Тркић је био заточен у Шапцу у време сече кнезова, да би се после ослобађања са породицом иселио у Сремску Митровицу. О Тркићима говоре Вук Караџић и у спеву Србијанка Сима Милутиновић Сарјалија За потребе сватова, пре довођења младе из Сремске Митровице у Шабац, где је било венчање, прокрчен је кроз шуму пут, који је тада био назван „Цинцар-Јанков пут“. Према породичном предању венчани кум био је војвода Јаков Ненадовић, ручни девер младе Хајдук-Вељко Петровић, а стари сват Стојан Чупић „Змај од Ноћаја“.
Цинцар-Јанко и Зоранда имали су деветоро деце, три сина и шест кћерки. И синови и кћерке имали су децу, једна кћерка седморо деце, друга кћерка и један син по петоро деце, а остали највише троје. Јанко је укупно имао тридесет унука. Синови су завршили кадетски корпус у Русији и после су били руски и српски официри, ађутанти кнеза Михаила Обреновића и кнеза Александра Карађорђевића.
Његов унук по најстаријем сину Ђорђу Цинцар-Јанковићу . окружном начелнику, Тома Цинцар-Јанковић (1865-1946), управник београдске царине, градски одборник, рентијер, власник више кућа, локала, земље и винограда у београдској општини, био је познат у Београду као филантроп, оснивач и председник неколико добротворних друштава, између осталих, Фонда сиромашних ученика школе на Савинцу, Хуманог друштва „Врачар", Друштва за улепшање Врачара, члан Главног одбора Друштва за подизање храма Светог Саве и председник Фонда Софије Самуила и Босиљке Голуба Јанића
Јанкова унука, Босиљка Јанић, рођена Цинцар-Јанковић, удовица Голуба Јанића, београдског милионера и председника Српске браће, као велика добротворка основала је три задужбине, од којих је за потребе највеће посвећене подизању српских школа у западном делу Старе Србије, данашње Македоније, а предате на управу Српској краљевској академији, својим тестаментом . оставила стари хотел Балкан и плац на Теразијама, као и средства од којих је Академија, уочи Другог светског рата подигла данашњу зграду хотела Балкан
Цинцар-Јанков унук по кћерки Мили је Велимир Тодоровић из породице Тодоровић, праунук кнеза Теодосија из Орашца, министар унутрашњих послова у последњој влади краља Александра Обреновића и сенатор у тадашњој дводомној Скупштини, а рањен у мајском преврату 1903.
Са друге стране, његов унук по кћерки Нади, пешадијски пуковник Лука Лазаревић из породице Лазаревић, унук и војводе поп Луке Лазаревића, један је од пет виших официра - завереника из 1903, који су на захтев страних влада, због учешћа у завери, морали да поднесу оставку на војну службу 1906. Завереник пуковник Лука Лазаревић, зет др Лазара Докића, некадашњег председника владе, био је у блиском сродству са последњим обреновићевским председником владе генералом Димитријем Цинцар-Марковићем, министром унутрашњих послова Велимиром Тодоровићем и министром просвете, имењаком Луком Лазаревићем.
По најстаријој кћерки Јелени, коју је морао да остави у Руми пред полазак у Русију 1814, године, Цинцар-Јанков праунук је др Илија пл. Бајић из Сремске Митровице, рођак кнез Милошевог унука барона Милоша пл. Бајића од Варадије, дугогодишњег кандидата за српски престо.
Три праунука прешла су Албанију као ђаци - гимназијалци, а најстарији Ђорђе Цинцар-Јанковић (1898-1930), тада се тешко разболео, и касније, после рата, дуго лечио у Давосу у Швајцарској.
Цинцар-Јанкова праунука, по најстаријем сину Ђорђу, Зора била је удата за пешадијског пуковника Бранислава Р. Милосављевића, друга праунука, по кћерки Александри, чији муж је био пуковник Драгутин Жабарац, први ађутант кнеза Михаила, била је удата за армијског генерала Милана Т. Туцаковића, трећа праунука, по кћерки Нади, за Марка Н. Трифковића, председника Владе, председника Скупштине и министра, четврта праунука, по најмлађем сину Томи, члану Главне контроле, Јелена, чији је очух био Ђорђе Генчић, министар унутрашњих послова, за др Милана Гавриловића, добровољца-четника, дипломату и министра, пета, по кћерки Мили, за сан. пуковника др Косту Ст. Ристића и др.
Јанкови праунуци су, по кћерки Нади удатој за сина војводе поп Луке Лазаревића, Александра, члана Главне контроле, пеш. пуковник Александар Л. Лазаревић, а по кћерки Мили удатој за смедеревског окружног начелника Милоја Тодоровића, унука кнеза Теодосија из Орашца, коњички пуковник Александар Тодоровић, др Ђорђе Тодоровић, дипломата, генерални конзул Краљевине Југославије у Вашингтону и Бранислав Тодоровић, који је као резервни поручник код Скадра 1912. учествовао у познатом нападу на Брдицу у ком је у његовом 4. батаљону 11. пеш. пука „Карађорђа“ Шумадијске дивизије од 15 официра погинуло 13, а од 1000 војника преживело само 150.
Цинцар-Јанковог брата од стрица Цинцар-Марка унуци су генерал Димитрије Цинцар-Марковић, председник владе (министарског савета), командант Активне војске, сенатор у тадашњој дводомној скупштини и пуковник Марко Цинцар-Марковић, командант жандармерије Србије, а праунук др Александар Цинцар-Марковић, дипломата, министар иностраних послова Краљевине Југославије.